# Doctorado honoris causa

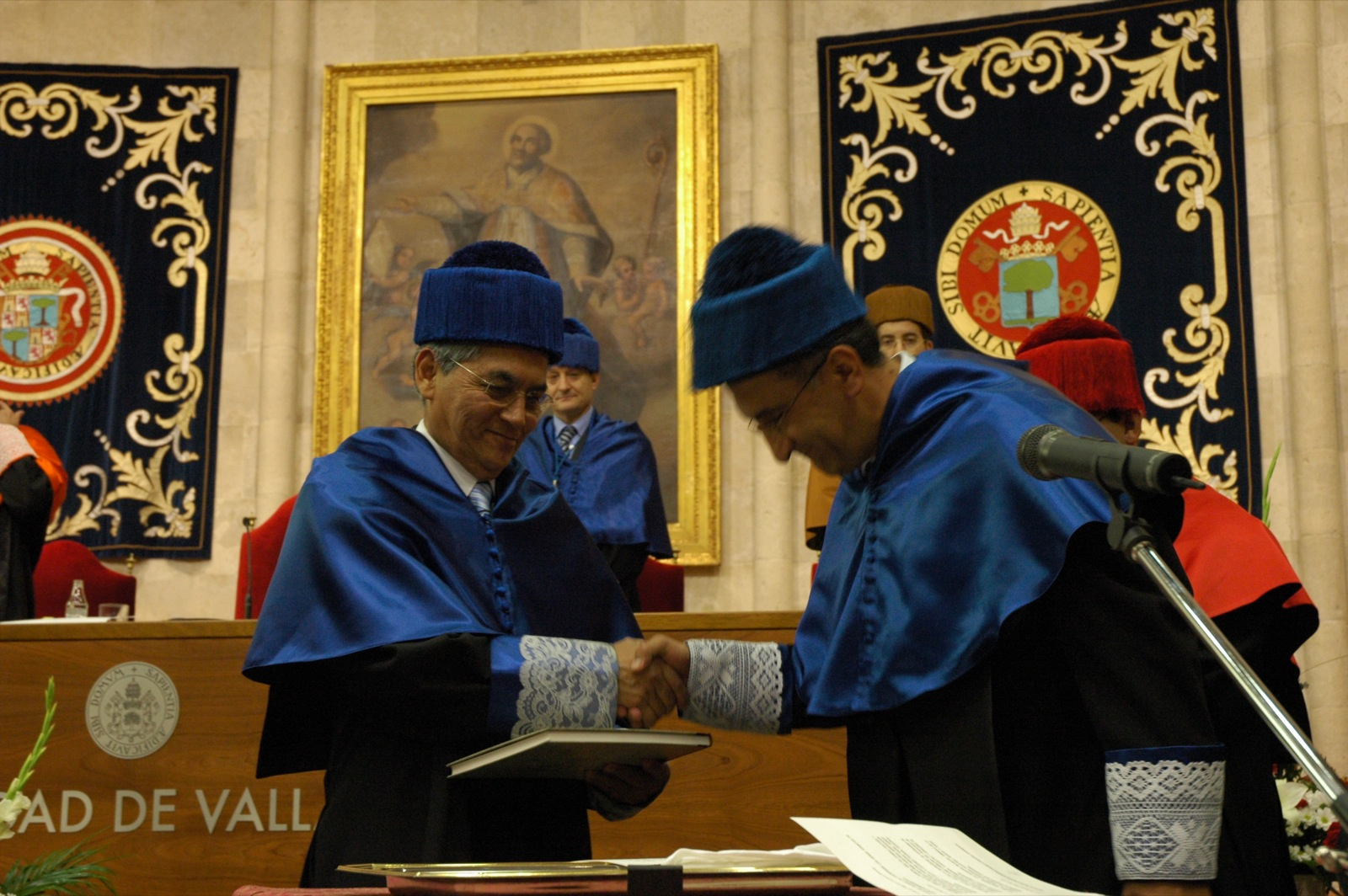
Investidura de un doctor honoris causa en la Universidad de Valladolid, España.

El doctorado honoris causa es un título honorífico que es otorgado por una universidad, instituciones de renombre, asociación profesional, academia o colegio a personas eminentes. Esta designación se otorga principalmente a personajes que han destacado en ciertos ámbitos profesionales y que no son necesariamente licenciados en una determinada carrera. 

## Etimología y uso
Honoris causa es una locución latina cuyo significado es «por causa de honor», una cualidad que conduce a uno al cumplimiento de sus deberes, respeto a sus semejantes y a sí mismo, es la buena reputación que sigue a la virtud, al mérito o a las acciones de servicio, las cuales trascienden a las familias, personas, instituciones y las acciones mismas que se reconocen.

## Ceremonia

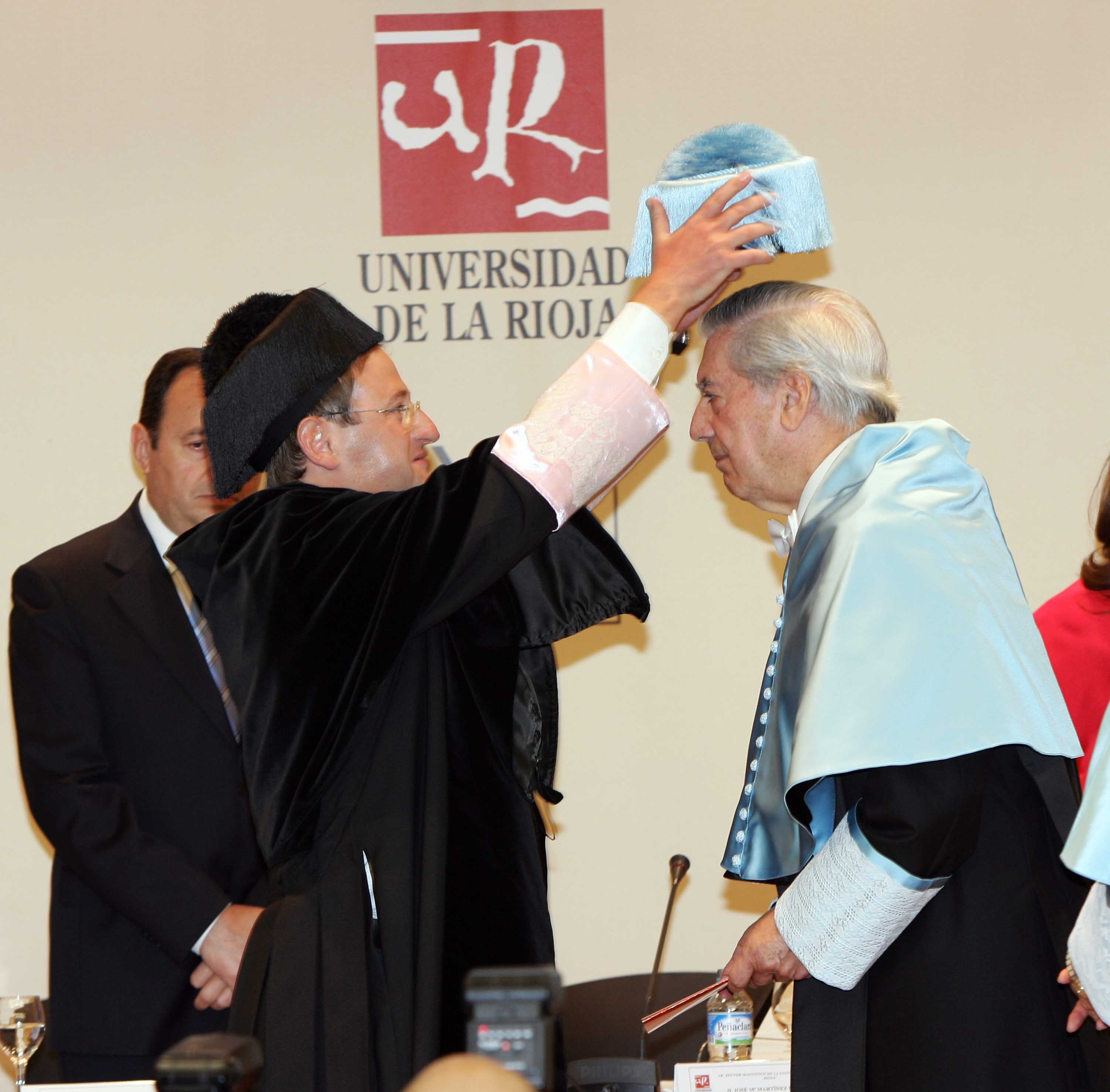
El escritor hispano-peruano Mario Vargas Llosa recibiendo el birrete de manos del rector de la Universidad de La Rioja, España en 2007.

La concesión, en el ceremonioso ritual de investidura, de distintos objetos relacionados con la universidad clásica encierra toda una exaltación de la docencia y la sabiduría.
En España, como a un caballero de la enseñanza, al doctorando se le impone, de modo sucesivo, una serie de atributos que difieren de Universidad a Universidad. Tomando como referencia lo indicado por la CRUE:
- el birrete: «Recibe el birrete laureado, excelencia de la dignidad doctoral, llévalo sobre tu cabeza en señal de la coronación de tus estudios y merecimientos.»
- el anillo: «Se te representa la sabiduría mediante el anillo, símbolo de tu desposorio y unión perpetua, así como de tu amor a la ciencia de la que eres nombrado nuevo profesor.»;
- el libro: El padrino sostiene el libro abierto y dice «He aquí el libro abierto, para que busques los secretos de la sabiduría». Después lo presenta cerrado y dice «Helo cerrado, para que dichos secretos, según convenga, los guardes en lo profundo del corazón. Te doy la facultad de enseñar, entender e interpretar.

Antes de sentarse, el padrino le dice al nuevo doctorado: «Siéntate en la silla de la sabiduría para que, desde ella, sobresaliente por tu ciencia, enseñes en la Universidad, en el Foro, en el Estado, gobiernes, juzgues y prestes tus servicios.» El nuevo doctor se compromete a guardar las leyes y el honor de la universidad y prestarle favor, auxilio y consejo. Al contrario de los doctorados normales, según este manual los honoris causa no reciben los guantes blancos.
Como ejemplo de variaciones, aparte de algunas palabras distintas, al recibir el birrete se usa la expresión «para que no solo deslumbre a la gente, sino que además, como con el yelmo de Minerva, esté preparado para la lucha»; también hay casos en los que se entregan guantes blancos con la fórmula: «Estos guantes blancos, símbolo de la pureza que deben conservar tus manos en tu trabajo y en tu escritura, sean distintivo también de tu singular honor y valía».

## España
En España se otorga esta distinción desde 1920.

### Doctoras
El número de mujeres que han sido distinguidas con el doctorado honoris causa en la universidad española apenas supera el 15 % en términos globales en 2018, siendo un poco más elevada la cifra en la universidad privada (20 %) que en la pública (14 %), según datos del Instituto de la Mujer. Entre las primeras mujeres a las que se otorgó el título está santa Teresa de Cepeda en la Universidad de Salamanca (1922). La Universidad Jaime I de Castellón de la Plana nombró a la primera mujer en 2006, Ángeles Galino, tras veintidós años de haber elegido a hombres para la distinción. En 2010 eran dos mujeres de treinta. La Universidad de Valladolid en 2018 había concedido 67 títulos de ese rango, solo seis a mujeres. En la Universidad Complutense de Madrid en 2018 se había nombrado a 252 hombres y doce mujeres. En la Universidad de Barcelona en 2018 se había nombrado a 133 hombres y cinco mujeres.